# 羽後交通横荘線
横荘線（おうしょうせん）は、秋田県横手市の横手駅と由利郡下郷村（現・由利本荘市）の老方駅を結んでいた羽後交通の鉄道路線。1971年（昭和46年）に全線が廃止された。

## 路線データ
- 路線距離（営業キロ）：横手 - 老方間 38.2 km
- 軌間：1,067 mm
- 駅数：14駅（起終点駅含む）
- 複線区間：なし（全線単線）
- 電化区間：なし（全線非電化）
- 閉塞方式：票券閉塞式

## 歴史
1895年（明治28年）に東北地方の太平洋側を縦貫する東北本線が、1905年（明治38年）には日本海側を縦貫する奥羽本線といった幹線網が開通し、次なる路線整備として、支線網の整備段階へ移行していた。東北本線と奥羽本線の開通により、東北地方の縦の軸は整備されたものの、太平洋側と日本海側を結ぶ交通路は人力や馬車に頼っていたことから、太平洋側の釜石から黒沢尻（現在の北上）、横手を経由し、本荘に至る「陸羽横断鉄道」の建設に対する機運が高まった。しかし、沿線には北上山地や奥羽山脈、出羽山地が聳え、また総延長が200キロメートルにもおよぶことから、難工事と多額の出費が見込まれるため、この構想は実現されることなく推移した。
大正時代になると、横手を中心として再度「陸羽横断鉄道」構想の実現に向けた動きが活発になり、政界に対する働きかけを続けた結果、横手 - 黒沢尻間は秋田・岩手の両県にまたがるため国が建設（現在のJR東日本北上線）することとし、この建設立法を帝国議会へ提出する前に、横手 - 本荘間の鉄道を敷設することで、横手 - 黒沢尻間の鉄道開業も早まるだろうとの鉄道院の意向が示され、横荘線の建設は具体化されることになった。当初は横手 - 本荘間も官設鉄道として計画されていたが、財政上の問題から民間に委ねられることになったという経緯もある。
当初、横手 - 本荘間は現在の国道107号に沿った形で直線的に結ぶ計画だったが、浅舞・沼館・大森などを通るS字ルートに変更され、その先も玉米（老方）・下郷・石沢・滝沢・鮎川・小吉を経由して本荘に至るルートへと変更された。理由として、用地買収の容易さや、舘合村の土田萬助家および沼館村の塩田団平家といった、会社の中心的担い手である大地主がおり、彼らの資本投下と経営参加が必要不可欠であったことなどが挙げられる。
1918年（大正7年）に横手 - 沼館間が開業し、順次西側へ延長され、1930年（昭和5年）に老方（現在の由利本荘市旧東由利町域中心部）に到達した。一方で横荘鉄道は西線として羽後本荘からも路線を建設し、1922年（大正11年）に羽後本荘 - 前郷間を開業した。その後、西側の羽後本荘 - 前郷間のみが1937年に国有化され矢島線となり、翌1938年までに前郷 - 羽後矢島間が延長され、1985年に第三セクターに転換され由利高原鉄道鳥海山ろく線となり現存している。中間部の老方 - 前郷間は、折からの昭和恐慌や災害などにより開業に至ることなく終わった。
買収されなかった横手 - 老方間は1943年に雄勝鉄道や周辺のバス事業者と合併し、羽後鉄道横荘線を経て羽後交通横荘線となったが、1953年に末端部の二井山 - 老方間が廃止され、以後は末端部を廃止する形で順次短縮され、最後に残った横手 - 沼館間も1971年に廃止され全廃となった。本路線の廃止後に、使用されていた気動車が雄勝線に移り、それまで電気運転だった雄勝線が非電化に変更されたが、雄勝線も2年後の1973年に全廃されている。

### 年表
- 1914年（大正3年）7月：横手 - 本荘間の鉄道敷設免許申請。
- 1915年（大正4年）1月13日：鉄道敷設免許状下付[10]
- 1916年（大正5年）
  - 10月24日：横手鉄道株式会社設立。
  - 12月5日：横荘鉄道株式会社に社名変更。
- 1918年（大正7年）8月18日：横手駅 - 沼館駅間（9.5マイル 15.31 km）開業[11]。
- 1919年（大正8年）7月15日：沼館駅 - 舘合駅間（3.6 km）開業[12]。
- 1920年（大正9年）3月24日：舘合駅 - 羽後大森駅間（1.8 km）開業[13]。
- 1928年（昭和3年）
  - 3月19日：瓦斯倫動力併用認可（横手駅 - 羽後本荘駅間）[14]。
  - 3月25日　瓦斯倫車（ガソリンカー）運転開始[15]。
  - 11月1日：羽後大森駅 - 二井山駅間（5.4 km）開業[16]。
- 1930年（昭和5年）10月5日：二井山駅 - 老方駅間（12.1 km）開業[17]。
- 1931年（昭和6年）8月21日：羽後大森駅 - 八沢木駅間に上溝駅開業[18]。
- 1943年（昭和18年）10月16日：雄勝鉄道と合併。横手駅 - 老方駅間は横荘線となる。
- 1944年（昭和19年）5月31日：羽後鉄道に社名変更。
- 1947年（昭和22年）7月23日：台風により線内39か所に被害 。
- 1949年（昭和24年）12月27日 - 旅客運輸営休止認可（二井山駅 - 老方駅間）[19]。
- 1951年（昭和26年）4月18日：貨物運輸営業休止認可（二井山駅 - 老方駅間）[20]
- 1952年（昭和27年）2月15日：羽後交通に社名変更。
- 1953年（昭和28年）8月5日：二井山駅 - 老方駅間（12.1 km）廃止許可。
- 1957年（昭和32年）5月17日：機関庫で火災、4両焼失[21]。
- 1965年（昭和40年）
  - 7月9日：集中豪雨により雄物川橋りょう（舘合 - 羽後大森間）の橋脚が傾く。
  - 10月21日：舘合駅 - 二井山駅間（7.2 km）が営業休止。
- 1966年（昭和41年）
  - 2月4日：河川増水により、雄物川橋梁第9橋脚が倒壊。
  - 6月15日：舘合駅 - 二井山駅間（7.2 km）廃止。
- 1969年（昭和44年）1月16日：沼館駅 - 舘合駅間（3.6 km）廃止。
- 1971年（昭和46年）7月20日：横手駅 - 沼館駅間（15.3 km）廃止[22]。横荘線全線廃止[22]。

## 駅一覧
- 市町村は廃止時のもの。平鹿郡は現・横手市、下郷村は現・由利本荘市。

| 駅名       | 駅間キロ | 累計キロ | 接続路線・備考                 | 所在地        | 所在地        |
| ---------- | -------- | -------- | ------------------------------ | ------------- | ------------- |
| 横手駅     | -        | 0.0      | 日本国有鉄道：奥羽本線・北上線 | 横手市        | 横手市        |
| 栄村駅     | 4.0      | 4.0      | 1921年4月1日廃止               | 平鹿郡        | 栄村          |
| 樋ノ口駅   | 2.3      | 6.3      |                                | 平鹿郡        | 平鹿町        |
| 東浅舞駅   | 1.5      | 7.8      | 1962年6月5日開業               | 平鹿郡        | 平鹿町        |
| 浅舞駅     | 1.4      | 9.2      |                                | 平鹿郡        | 平鹿町        |
| 豊前駅     | 2.5      | 11.7     |                                | 平鹿郡        | 平鹿町        |
| 羽後里見駅 | 1.2      | 12.9     |                                | 平鹿郡        | 雄物川町      |
| 沼館駅     | 2.4      | 15.3     |                                | 平鹿郡        | 雄物川町      |
| 船沼駅     | 1.7      | 17.0     |                                | 平鹿郡        | 雄物川町      |
| 舘合駅     | 1.9      | 18.9     |                                | 平鹿郡        | 雄物川町      |
| 羽後大森駅 | 1.8      | 20.7     |                                | 平鹿郡        | 大森町        |
| 八沢木駅   | 2.3      | 23.0     |                                | 平鹿郡        | 大森町        |
| 二井山駅   | 3.1      | 26.1     |                                | 平鹿郡        | 雄物川町      |
| 浮蓋駅     | 6.6      | 32.7     |                                | 由利郡 下郷村 | 由利郡 下郷村 |
| 老方駅     | 5.5      | 38.2     |                                | 由利郡 下郷村 | 由利郡 下郷村 |

## 輸送実績
| 年度 | 旅客輸送人員（人） | 貨物量（トン） |
| ---- | ------------------ | -------------- |
| 1939 | 257,865            | 49,145         |
| 1941 | 395,159            | 59,141         |
| 1943 | 591,110            | 68,667         |
| 1945 | 677,914            | 51,247         |
| 1952 | 618,680            | 36,151         |
| 1958 | 713千              | 49,005         |
| 1963 | 992千              | 62,867         |
| 1966 | 847千              | 46,580         |
| 1970 | 243千              | 7,235          |

- 鉄道統計、国有鉄道陸運統計、地方鉄道軌道統計年報、私鉄統計年報各年度版

## 代替交通
- 羽後交通バス 横手・本荘線：横手 - 本荘間と横手 - 沼館間の2系統と区間便からなる乗合バス路線。ルートが鉄道時代と大きく異なる区間が長いが、前者は横手バスターミナルから浅舞、老方を経て、横荘線が到達できなかった本荘（本荘営業所）まで結んでいる。横手 - 本荘間の直通便は「急行」として運行されている[23]。ただし、一部区間が横荘西線として開業した由利高原鉄道鳥海山ろく線とは、路線は重複していない（前郷は経由しない）。